# Mycomya hubaulti
Mycomyia hubaulti
Espèce
Synonymes
- Mycomyia curvithoracis Théobald, 1937

Mycomya hubaulti est une espèce fossile d'insectes diptères de la famille des Mycetophilidae (les « moucherons fongiques »).

## Classification
L'espèce Mycomyia curvithoracis est décrite en 1937 par le paléontologue français Nicolas Théobald (1903-1981),.

### Une collection du Rupélien de l'Oligocène de France
L'holotype est un échantillon F213 de la collection Fliche, enseignant la botanique à l'École nationale des eaux et forêts à Nancy et vient du gisement éocène de Céreste,, dans les Alpes-de-Haute-Provence, dans la réserve naturelle géologique du Luberon, gérée par le parc naturel régional du Luberon. L'échantillon se trouve dans les calcaires en plaquettes "supérieurs" du bassin d'Apt-Forcalquier.

### Confirmation du genre
Le genre est confirmé en 2021 par Sarah Siqueira Oliveira (d) et Dalton De Souza Amorim (d),.

### Étymologie
L'épithète spécifique hubaulti est un hommage à M. Hubault « qui nous ont apporté un précieux concours ».

## Description

### Caractères
Diagnose de Nicolas Théobald en 1937, : 

« Insecte au corps brunâtre, ailes transparentes ne dépassant pas l'abdomen. Tête en partie écrasée, montre encore un gros œil arrondi et quelques longs cils. thorax ovale, mésonotum armé de cils. Abdomen allongé, fusiforme, longueur des segments diminuant légèrement vers l'arrière, le dernier portant deux étroites lamelles appartenant à l'organe génital ♀. Pattes allongées ; tibias armés de six rangées de cils courts, une rangée de cils espacés et plus longs sur la face externe, deux cils apicaux très longs ; tarses avec cils fins disposés en rangées (v. figure). Ailes transparentes, allongées, nervation assez bien conservée ; Sc fine se terminant dans C au-delà de la cellule sciophiline, R presque parallèle à C. Rs réuni à R par deux courtes nervures transversales délimitant la « sciophiline cell » (Brunetti) ; nervure transversale Rs-M courte, M se bifurque à une assez grande distance de ce point ; Cu  bifurquée à la même hauteur (v. figure). ».

### Dimensions
La longueur totale est de 3,5 mm.

### Affinités
« L'Insecte présente le faciès des Mycetophilidae. La nervation est celle du g. Mycomyia, la présence de la cellule sciophiline est caractéristique des Sciophilinae. Mycomyia curvithoracis d'Aix a une taille plus grande. Tetragoneura sannoisiensis Meunier d'Aix est probablement identique à la forme de Céreste. M. tinctipennis Brun. vivant actuellement dans les Indes est voisin de M. Hubaulti par la taille et la coloration du corps, mais a des ailes gris-jaunâtre. ».

## Biologie
« Le g. Mycomyia est répandu en Europe, Afrique, Asie, Australie et dans les deux Amériques. Les larves vivent dans les champignons. ».

## Galerie
- Quelques espèces vivantes du genre Mycomya.
- Mycomya fuscata.
- Mycomya cinerascens.
- Mycomya tumida.
- Mycomya pectinifera.

### Publication originale
- [1937] Nicolas Théobald, « Les insectes fossiles des terrains oligocènes de France 473 p., 17 fig., 7 cartes,13 tables, 29 planches hors texte », Bulletin Mensuel de la Société des Sciences de Nancy et Mémoires de la Société des sciences de Nancy, Imprimerie G. Thomas,‎ 1937, p. 1-473 (ISSN 1155-1119 et 2263-6439, OCLC 786027547). .